# 米高·謝佛遜·拿斯文度
米高·謝佛遜·拿斯文度（Michael Jefferson Nascimento，1982年1月21日—），是巴西职业足球运动员，司职中場，2009年加盟日職新潟天鵝。

## 球會錦標
- 聖保羅洲聯賽 (乙組): 2000, 2003
- 巴西盃: 2002
- 戈亞斯洲聯賽: 2004

## 外部連結
- Profile at Sambafoot (English)